# Lorri Bagley
Pour les articles homonymes, voir Bagley.
 (décembre 2014).
Si vous disposez d'ouvrages ou d'articles de référence ou si vous connaissez des sites web de qualité traitant du thème abordé ici, merci de compléter l'article en donnant les références utiles à sa vérifiabilité et en les liant à la section « Notes et références ».
Lorri Bagley, née le 5 août 1973 à Dallas, Texas, est une actrice et mannequin américaine.

## Biographie
Elle a commencé à la télévision avant ses dix ans dans Late Night with David Letterman en 1982, et s'est fait une réputation comme mannequin en Europe vers l'âge de quatorze ans. Elle a défilé cinq années de suite pour la marque de lingerie Victoria's Secret et a joué dans des films comme Tommy Boy et Mickey les yeux bleus.
Elle a aussi participé à la série télévisée Les Dessous de Veronica, en jouant June Bilson, la caricature de la blonde idiote.

## Filmographie

### Cinéma
- 1995 : Le Courage d'un con (Tommy Boy) de Peter Segal : femme à la piscine
- 1996 : Kingpin de Peter et Bobby Farrelly : danseuse
- 1997 : The Deli
- 1998 : Studio 54 de Mark Christopher : Patti
- 1998 : Celebrity de Woody Allen : Gina
- 1999 : Trick de Jim Fall : Judy
- 1999 : Mickey les yeux bleus de Kelly Makin (en) : Antoinette
- 2000 : The Crew de Michael Dinner
- 2001 : Peroxide Passion
- 2002 : L'Âge de glace de Chris Wedge et Carlos Saldanha : Jennifer (voix)
- 2004 : Poster Boy de Zak Tucker : Dierdre
- 2004 : Et l'homme créa la femme de Frank Oz : Charmaine Van Sant
- 2009 : Brief Interviews with Hideous Men de John Krasinski : fille à l'aéroport

### Télévision
- 1998 : As the World Turns : Lacey
- 1999 : Spin City : Mitsy
- 1999-2000 : Les Dessous de Veronica : June Bilson Anderson
- 2001 : New York 911 : la voisine de Bosco
- 2002 : B.S. : Hope Fisk (téléfilm)
- 2006 : New York, section criminelle : Lila Gibbs